# Еволюційний анахронізм

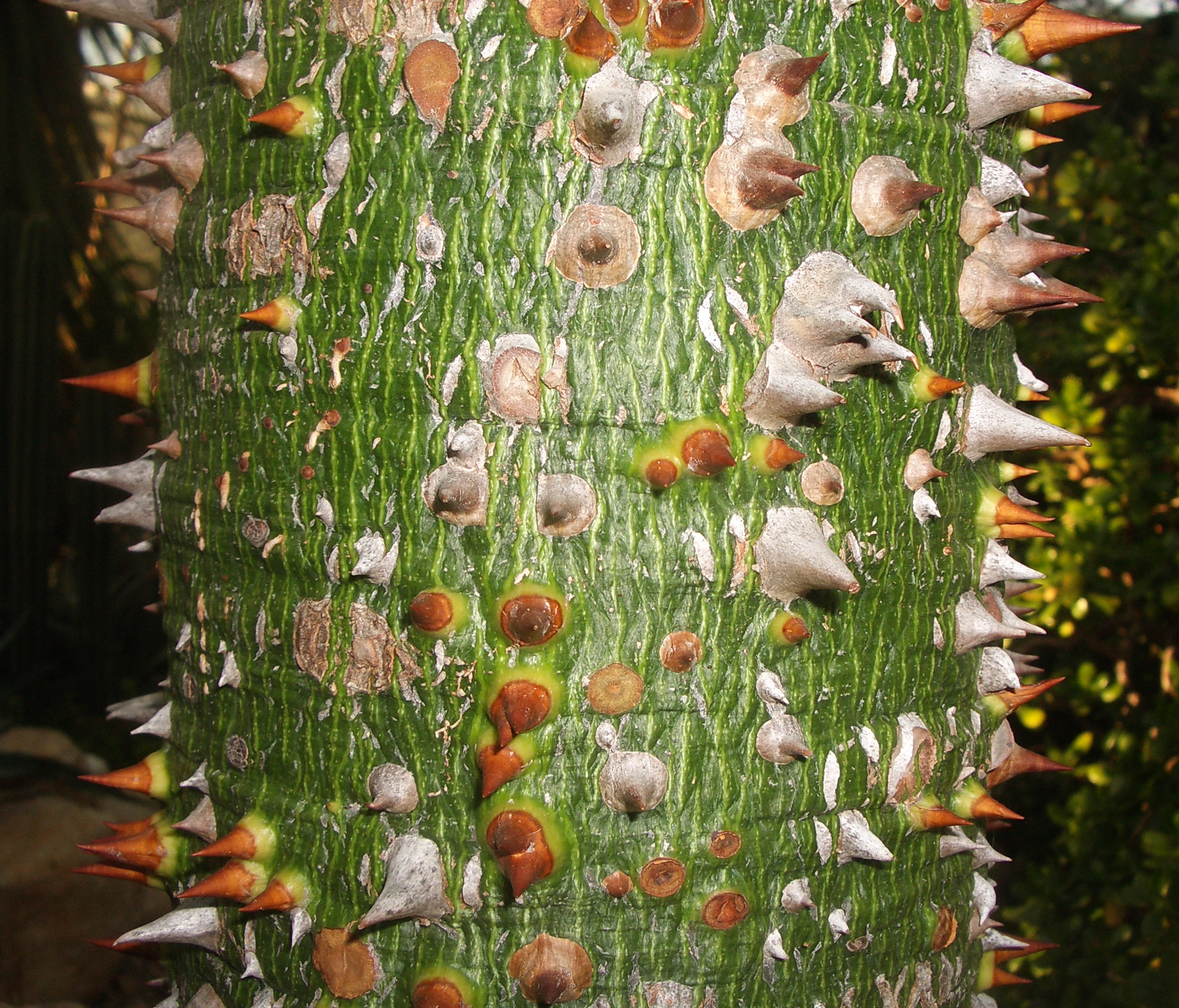
Типовий анахронізм на стовбурі розкішної сейби (Ceiba speciosa): колючки цього дерева захищають його від ссавців, вимерлих тисячоліття тому.

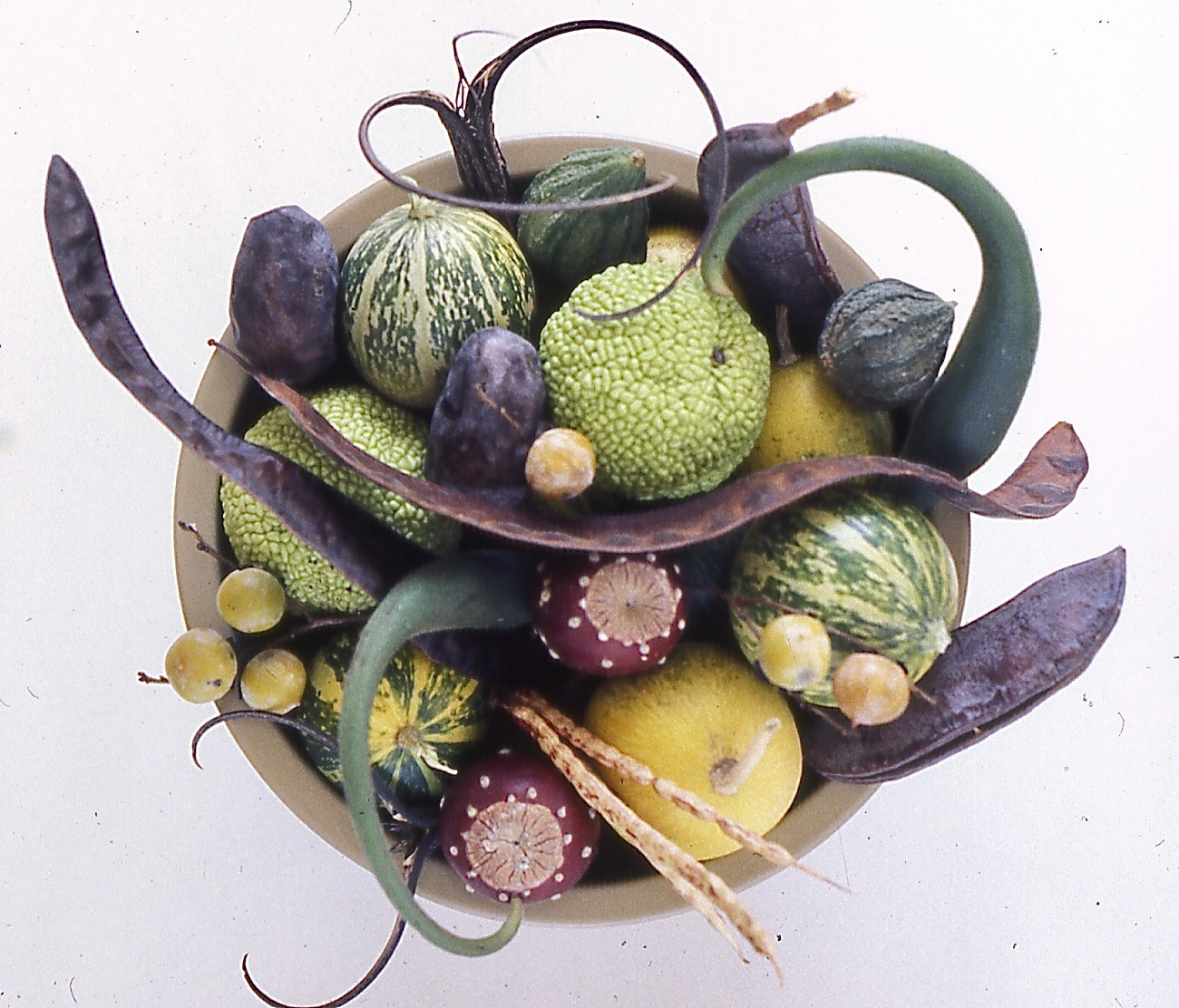
Анахронічні плоди помірної зони Північної Америки, зібрані Конні Барлоу. Серед них стручки чортових кігтів (Proboscidea), тернистої гледичії (Gleditsia triacanthos) та Мескітове дерево, а також інші плоди лісів та пустель США.

Еволюційний анахронізм або екологічний анахронізм — термін еволюційної біології, яким позначають особливості існуючих видів, зокрема будову частин рослин (плодів, квіток, листя, стебел, шипів), які виникли в результаті природного добору шляхом коеволюції з іншими біологічними видами, зокрема представниками рослиноїдної мегафауни, які з того часу вимерли. Без огляду на еволюційний контекст ці особливості виглядають як надмірні та незрозумілі енергетичні вкладення зі сторони живого організму, які не приносять йому явної вигоди і в окремих випадках заважають відтворенню цих видів. Зі змінами клімату, які призводять до зміни фізичних та екологічних умов у межах їх поточного географічного ареалу інадаптація таких видів посилюється.
Термін «еволюційний анахронізм» був введений Конні К. Барлоу в науково-популярній книзі «Привиди еволюції» (2000) на позначення концепції, сформульованої американським ботаніком та екологом Деніелом Х. Дженсеном, який працював у Коста-Риці, та палеоекологом Полом Ш. Мартіном в статті журналу Science, опублікованої у 1982 році під назвою «Неотропічні анахронізми: плоди, якими харчувалися гомфотерії». Раніше, у 1977 році, Стенлі Темпл висунув аналогічну ідею для пояснення занепаду маврикійського ендемічного дерева Sideroxylon grandiflorum після зникнення легендарного додо.
Дженсен, Мартін і Барлоу переважно обговорювали еволюційні анахронізми в контексті поширення насіння та стратегій пасивного захисту, що розвивалися у рослин, які коеволюціонували разом із зниклими мегатравоїдними тваринами. Однак, деякі приклади еволюційного анахронізму були описані і у видів тварин. Зокрема, Джон Байєрс використовував термін реліктова поведінка для прикладів поведінки тварин.
Еволюційні анахронізми не слід плутати з прикладами рудиментарності. Хоча обидві концепції стосуються органів, які еволюціонували для того, щоб справлятися з навантаженнями, яких сьогодні більше немає, у випадку анахронізмів початкова функція органу та здатність організму використовувати його залишаються незмінними. Наприклад, відсутність гомфотеріїв, що поїдають авокадо, не робить м'якоть цього плода залишковою, рудиментарною або нездатною виконувати свою початкову функцію поширення насіння, якщо з'являється новий екологічний партнер. Справжній рудиментарний орган, такий, як тазові шпори пітона, не може бути використаний для того, щоб знову ходити.

## Синдром мегафаунного розсіювання

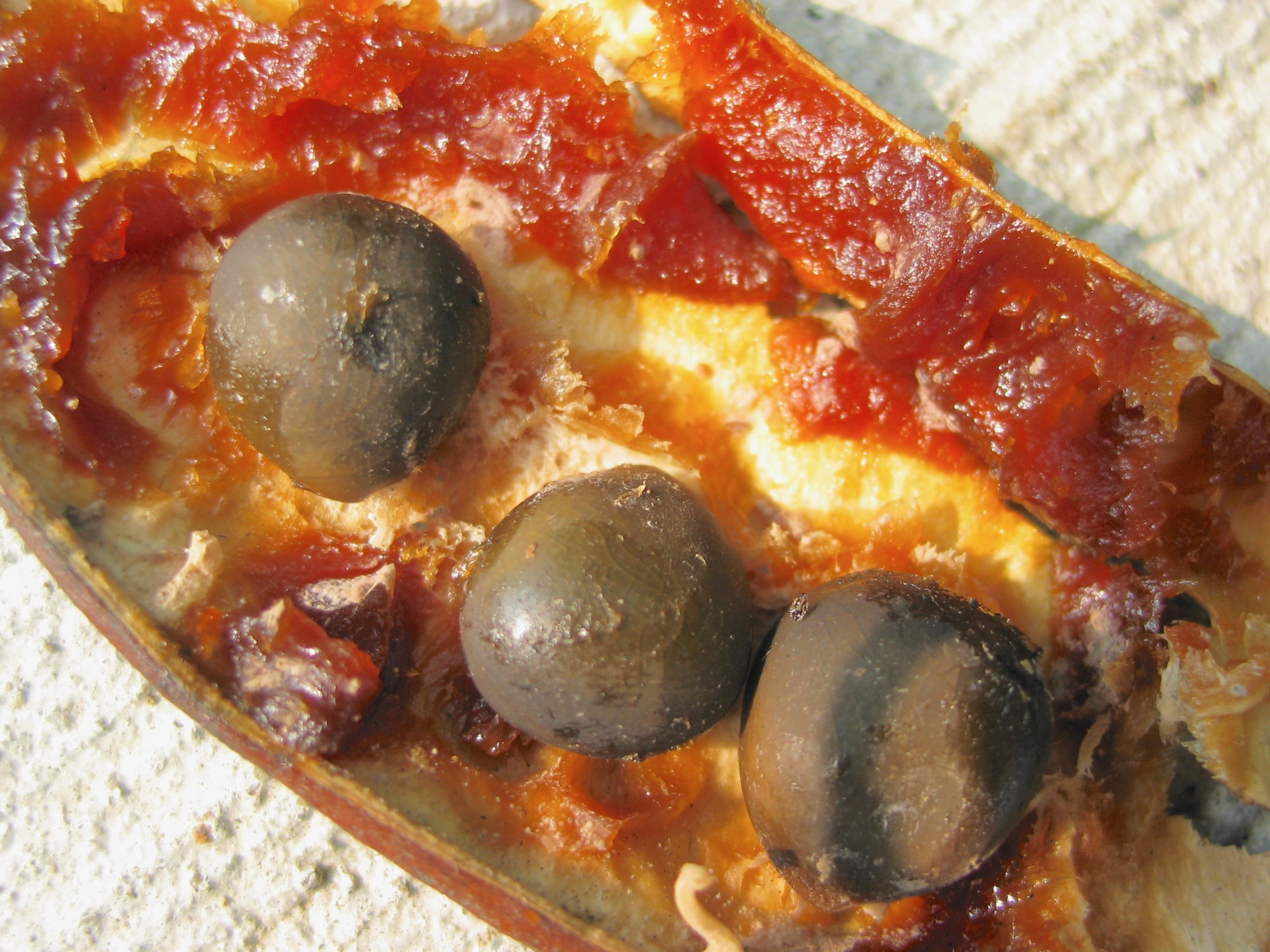
Всередині великого жорсткого стручка Бундук канадський (Gymnocladus dioica) розташовані великі насінини, оточені м'якоттю.

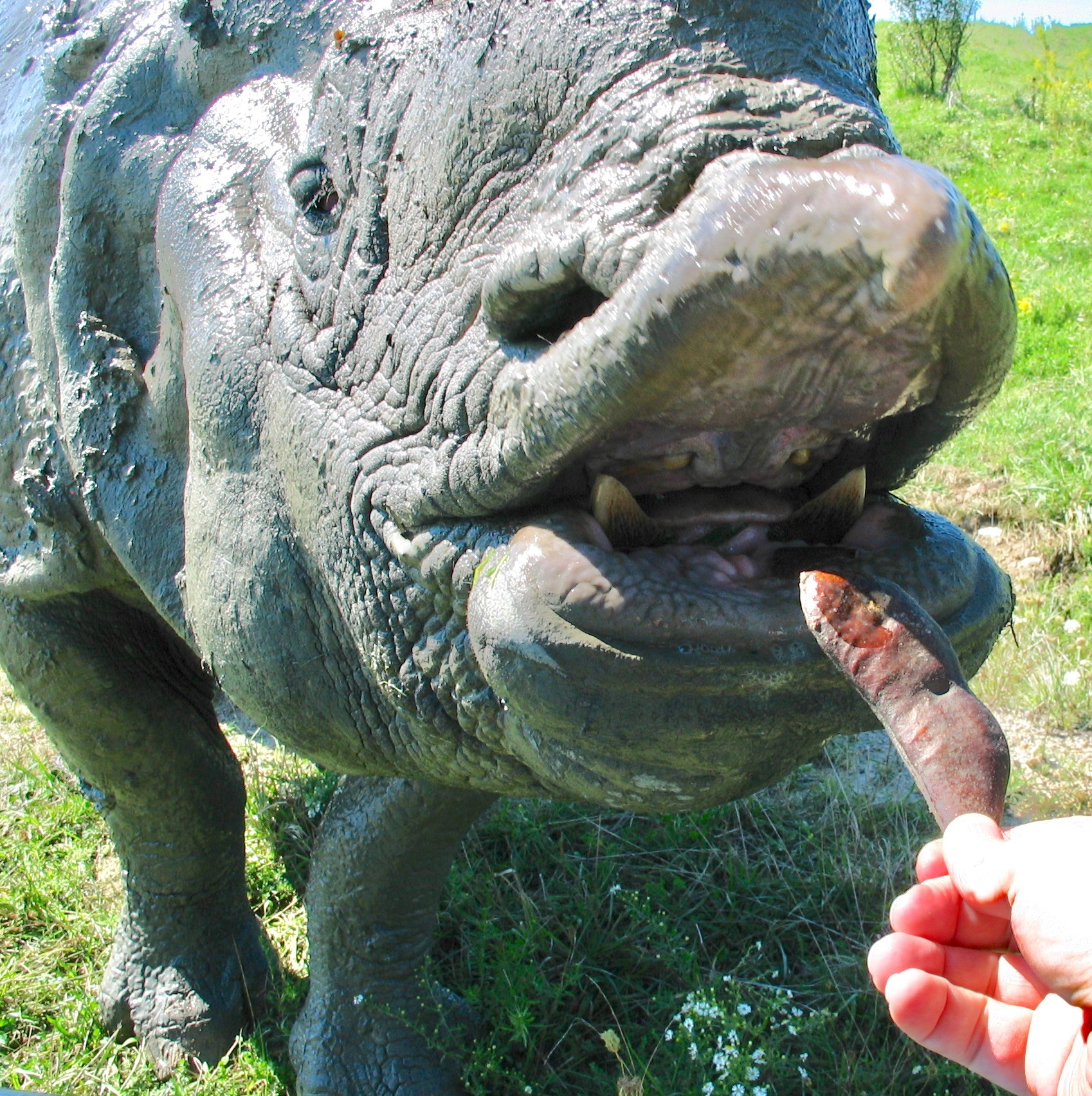
Цей індійський носоріг (Rhinoceros unicornis) із задоволенням з'їв десяток м'ясистих стручків канадського бундука. Можна припустити, що в минулому ця рослина поширювалася північоамериканськими носорогами.

Синдром розсіювання насіння — комплекс ознак плодів, які дозволяють рослинам розповсюджувати насіння. Плоди, які приваблюють птахів, зазвичай маленькі, з тонкою захисною шкіркою, червоного,  темно-синього або пурпурового кольору. Плоди, насіння яких поширюється ссавцями, мають значно більші розміри, ніж плоди, насіння яких поширюють птахи. Вони мають жорстку шкірку або лушпиння, при достиганні видають сильний запах, зазвичай мають тьмяно-коричневе, світло-жовте, помаранчеве забарвлення або залишаються зеленими, оскільки більшість ссавців (за винятком приматів) мають гарний нюх, однак поганий кольоровий зір. Синдром мегафаунного розсіювання стосується тих атрибутів плодів, які еволюціонували у напрямку приваблення представників мегафауни (тварин, що важать або важили понад 44 кг) як первинних агентів розповсюдження. Після того, як багато великих травоїдних тварин поза межами Африки і, меншою мірою, Азії, вимерли в голоцені, ефективність розповсюдження цих плодів знизилася.

### Загальні риси мегафаунного розповсюдження
- Великі плоди, які найкраще підходять для споживання великими тваринами цілком без втрати насіння.
- Плоди ростуть на стовбурі, близько до нього або на міцних гілках.
- Плоди не розкриваються[en] і зберігають насіння після дозрівання.
- Насіння запобігає подрібненню зубами через наявність товстого, жорсткого або твердого ендокарпа або гірких, гострих, провокуючих нудоту токсинів. Його також важко відокремити від м’якоті, яка є смачною та м'якою, з метою запобігти випльовуванню насіння.
- Успішність проростання насіння залежить від його фізичного або хімічного стирання.
- У тропіках плоди опадають під час або безпосередньо перед дозріванням, що не дозволяє мавпам їх їсти. У більш холодному кліматі плоди залишаються на гілці тривалий час, захищаючи їх від неефективних розсіювачів насіння, таких як гризуни.
- «Виглядає, відчувається, пахне та смакує» як інші фрукти, які, як відомо, поширюються мегафауною там, де вона все ще існує[3][1].

### Екологічні індикатори відсутніх партнерів по розповсюдженню
- Плоди або гниють там, де вони падають, або неефективно поширюються поточними розсіювачами.
- Рослина частіше зустрічається в ареалі поширення худоби або коней (проксімегафауни).
- Насіння добре проростає та росте в гірській місцевості, де воно було висаджене, але у дикій природі вид росте майже виключно в заплавах, де його насіння розповсюджується потоком води.
- Географічний ареал з невідомої причини неоднорідний або обмежений[3][1].

## Приклади еволюційного анахронізму серед рослин

### Афротропіка
|                                              |
| Межі афротропічного біогеографічного регіону |

|                                          |
| Саванний слон їсть листя колючого дерева |

|                                          |
| Стадо сідлоспинних маврикійських черепах |

|                                     |
| Малюнок додо, зроблений у 1625 році |

| Приклад                       | Наукова назва                                                 | Ареал                                    | Опис анахронізму | Ймовірні вимерлі партнери по коеволюції |
| ----------------------------- | ------------------------------------------------------------- | ---------------------------------------- | --- | --- |
| Баланіт Вільсона              | Balanites wilsoniana                                          | Західна та Центральна Африка             | Анахронізм у процесі становлення. Поширення насіння баланіту Вульсона надзвичайно обмежене або навіть неможливе в районах, де були винищені слони. Відомо, що принаймні в одному лісі в Кенії повністю відсутні саджанці та молоді баланітові дерева. | Лісовий слон (Loxodonta cyclotis), саванний слон (Loxodonta africana). |
| Пляшкові пальми               | Hyophorbe spp.                                                | Маскаренські острови                     | Токсичні, принаймні для людей, і стійкі до витоптування | П'ять видів гігантських черепах з роду Cylindraspis, які жили на Маскаренських островах, до того як вони були знищені у XVIII-XIX століттях внаслідок надмірного полювання. |
| Волосистий канаріум           | Canarium paniculatum                                          | Маврикій                                 | Тверде насіння і м'ясиста м'якоть. Хоча цей вид часто зустрічається у високих лісах, він має низьку швидкість відновлення. | |
| Сейшельська пальма            | Lodoicea maldivica                                            | Праслен і Кюр'єз (Сейшельські острови)   | Плід важить понад 20 кг і містить найбільше насіння у світі. Жодна відома тварина не їсть ці плоди, а вцілілі дерева, здається, є результатом вегетативного розмноження. Стиглі плоди не плавають і гинуть у морській воді, на відміну від звичайних кокосів. Вважається, що сейшельська пальма не потрапила на острови водним шляхом, а розвинулася локально на Сейшельських островах після того, як вони відкололися від Індостанської плити 66 мільйонів років тому. Жодні представники мегафауни на архіпелазі невідомі до появи гігантської сейшельської черепахи (Aldabrachelys gigantea hololissa) 23 мільйони років тому, однак вони їдять набагато менші фрукти, а розподіл черепах і пальм на островах не узгоджується зі спільним розселенням. | |
| Егретське ебенове дерево      | Diospyros egrettarum                                          | Острівець Іль-о-Егрет (поблизу Маврикія) | Гігантські альдабрські черепахи (Aldabrachelys gigantea), інтродуковані на острів, їдять плоди ебенового дерева та успішно поширюють його насіння.. | Cylindraspis. |
| Латанські пальми              | Latania loddigesii Latania lontaroides Latania verschaffeltii | Маскаренські острови                     | На кожному острові росте один вид латанської пальми, кожен з яких має менший пірен, ніж у їхніх родичів в континентальній Африці та на Мадагаскарі, насіння яких поширюється великими ссавцями та птахами; менші плоди споживають черепахи. L. loddigesii стійкий до витоптування. | Поява на островах латанських пальм збігається в часі з появою на них велетенських черепах. |
| Черешкуватий мімузопс         | Mimusops petiolaris                                           | Маврикій                                 | Занепадає через відсутність тварин, які очищують насіння від м'якоті. Плоди покриваються грибками, а насіння гниє, не проростаючи. Маврикійські крилани (Pteropus niger) спорадично їдять плоди, однак не ковтають при цьому насіння. | |
| Маскаренський амарант         | Aerva congesta                                                | Маврикій та Родригес                     | Маскаренський амарант зберігся на відкритих безплідних ділянках на острівці Раунд. Його невисока, розпростерта форма має захищати від перевипасу з боку черепах. | Cylindraspis. |
| Маскаренська трава            | Zoysia tenuifolia                                             | Маскаренські острови                     | Ігнорується інтродукованою гігантською альдабрською черепахою (Aldabrachelys gigantea) на користь інших трав. | Cylindraspis. |
| Маскаренський золотоборідник  | Chrysopogon argutus                                           | Маскаренські острови                     | Грубе, несмачне листя маскаренського золотоборідника не їдять травоїдні тварини, зокрема інтродуковані кролі, які віддають перевагу іншим травам. Маскаренський золотоборідник переважав на острові Раунд, коли там жили кролики, однак після того як їх було усунуто з острова, вид негайно був замінений іншими місцевими травами. | Cylindraspis. |
| Маврикійське драконове дерево | Dracaena concinna                                             | Маврикій                                 | Стійкий до витоптування, здатний відновлюватися при зламаному та розплющеному стеблі | Cylindraspis. |
| Дерево додо                   | Sideroxylon grandiflorum                                      | Маврикій                                 | Стиглі плоди розміром з персик, зеленого або коричневого кольору, набагато більші за розмірами за своїх родичів, присутніх на острові, насіння яких поширюють літаючі птахи. Насіння дерева додо насправді занадто велике, щоб його могли проковтнути літаючі птахи, а завезені свині та мавпи знищують насіння, а не поширюють. Дерево додо еволюціонувало на острові Маврикій з дрібнонасінних видів роду Sideroxylon, які зустрічаються в Африці та на Мадагаскарі. У 1977 році Темпл повідомив, що залишилося лише 13 дерев, усім їм понад триста років, і що насіння взагалі не може прорости, якщо його не проковтнути та не розтерти. Однак з того часу ці заяви були спростовані.                                                                 | Темпл припустив, що дерево додо перебувало у тісній мутуалістичній взаємодії з птахом додо (Raphus cucullatus), який вимер приблизно у 1662 році. Критики стверджували, що насіння дерева насправді поширювали гігантські черепахи, і що само дерево могло навіть бути занесеним на Маврикій черепахами, які прибули з Мадагаскару, оскільки ці тварини плавають та легко колонізують острови. Так, на Галапагоських островах мешкають галапагоські черепахи (Chelonoidis niger), які поїдають плоди галапагоських томатів (Solanum galapagense), тим самим зменшуючи їх період спокою. На Маврикії раніше мешкали два види велетенських черепах, — сідлоспинні маврикійські черепахи (Cylindraspis inepta) та куполоспинні маврикійські черепахи (Cylindraspis triserrata), однак вони вимерли у XVIII столітті внаслідок надмірного полювання. Однак насіння дерева додо має більш тверду оболонку, ніж насіння тих видів. яких зазвичай їдять черепахи; зрештою, це може означати мутуалістичні стосунки з птахами, а дронт був єдиним птахом, достатньо великим, щоб проковтнути насіння. У будь-якому випадку пізніше було виявлено, що проростанню сприяло не ковтання та перетирання насіння, а видалення м'якоті. Плід, який залишається цілим, покривається грибками, а його насіння гниє. Маврикійській папуга (Lophopsittacus mauritianus) також був великим птахом, хоча й літаючим, і мав навіть сильніший дзьоб, ніж додо. Маврикійський гігантський сцинк (Leiolopisma mauritiana), як припускають, був всеїдним. Кокосовий краб раніше мешкав на Маврикії, але пізніше він на острові вимер. |

#### Мадагаскар
|                           |
| Реконструкція гадропітека |

|                         |
| Реконструкція епіорніса |

|                           |
| Реконструкція археолемура |

|                          |
| Реконструкція пахілемура |

| Приклад                               | Наукова назва | Ареал                                      | Опис анахронізму | Ймовірні вимерлі партнери по коеволюції |
| ------------------------------------- | --- | ------------------------------------------ | --- | --- |
| Аллюдії                               | Alluaudia spp. | Південно-Західний Мадагаскар               | Дуже колючі стебла, ймовірно, для захисту від лазаючих листоїдних лемурів, але такі лемури є рідкісними в ареалі цих рослин. Єдиним відомим живим лемуром, який їсть листя аллюдії, є котячий лемур (Lemur catta) | Ізотопне дослідження показало, що археолемури з родів Mesopropithecus та Hadropithecus найімовірніше їли листя аллюдій.                                                                                     |
| Борассоподібні та арекоподібні пальми | Borassus spp. Hyphaene spp. Bismarckia spp. Satranala decussilvae Voanioala gerardii Orania spp. Lemurophoenix halleuxii | Мадагаскар                                 | Пальми з великим насінням. Подібні пальми поза межами Мадагаскару поширюються слонами, криланами, орангутанами, павіанами, капуцинами, пекарі та тапірами | Епіорніси |
| Комміфора Гійомена                    | Commiphora guillauminii                                                                                                  | Західний Мадагаскар                        | Ендозоохорне сухе лісове дерево з високою генетичою мінливістю серед популяцій в локальному масштабі але з такою ж генетичною диференціацією в регіонональному масштабі, що і у його родичів з Південної Африки. Це дозволяє припустити, що відстань, на яку відбувається розсіяння виду, скоротилася у нещодавньому минулому.                                                                 | Велетенські лемури. |
| Ділобеї                               | Dilobeia tenuinervis D. thouarsii                                                                                        | Східний Мадагаскар                         | Плід містить одну насінину розміром 3-4 см на 2-2,5 см, яка є занадто великою, щоб її могла поширювати будь-яка з існуючих на Мадагаскарі тварин. | |
| Баобаб Грандід'є Баобаб Суареза       | Adansonia grandidieri A. suarezensis                                                                                     | Мадагаскар                                 | Плід з крихким перикарпом, смачною та поживною м'якоттю та з насінням з міцною, твердою оболонкою. Баобаби явно пристосовані до розповсюдження тваринами, але відомих поширювачів цього виду на Мадагаскарі немає. Дуже обмежений ареал. В континентальній Африці баобаби часто поширюються слонами та павіанами.                                                                              | Археолемур (Archaeolemur), напівназемний лемур-універсал, який вимер у Середньовіччі, та пахілемур (Pachylemur), близький родич сучасного чорно-білого варі (Varecia variegata), але більший та кремезніший |
| Корисний пандан                       | Pandanus utilis | Мадагаскар, Маврикій і Сейшельські острови | Велике насіння різного розміру з твердою оболонкою. Гострі зубчасті краї листя, молоді рослини стійкі до витоптування. | Найбільші насінини, можливо, ковталися лемурами, які мали більші розміри, ніж сучасні види, а листя та молоді рослини протистояли велетенським черепахам.                                                   |
| Мадагаскарські волокнисті рослини     | Кілька неспоріднених видів                                                                                               | Мадагаскар                                 | За будовою подібні до розгалужених новозеландських рослин, адаптованих до протистояння великим травоїдним птахам, а не до африканських рослин, які протистоять копитним травоїдним ссавцям. | Епіорніси. |
| Мадагаскарський канаріум              | Canarium madagascariense                                                                                                 | Мадагаскар                                 | Плоди довжиною 6-7 см і шириною 4-5 см, з щільною м'якоттю та однією насіниною розміром 4×2 см. Ай-ай (Daubentonia madagascariensis) їдять м'якоть, однак рідко повністю поїдають плід, очищаючи насіння від м'якоті, що вказує на те, що вони не є ймовірними поширювачами. Азійські родичі мадагаскарського канаріума поширюються великими папугами та птахами-носорогами.                   | Епіорніси та пахілемури. |
| Дерево мандрівників                   | Ravenala madagascariensis                                                                                                | Мадагаскар                                 | Рослини часто розростаються і навіть утворюють моновидові зарості на деградованих територіях завдяки ефективному вегетативному розмноженню. Тверде насіння довжиною 1 см не пристосоване до розповсюдження вітром або водою, оточене пахучими світло-блакитними принасінниками. Єдині здатні до проростання насінини були знайдені у посліді чорно-білого варі, найбільшого з існуючих лемурів | Pachylemur |

### Австралазія
|                                                 |
| Межі австралазійського біогеографічного регіону |

|                          |
| Реконструкція геніорніса |

|                           |
| Реконструкція діпротодона |

|                 |
| Шоломний казуар |

|                                      |
| Малюнок пустельного кенгурового щура |

| Приклад                             | Наукова назва                      | Ареал                                                                                | Опис анахронізму | Ймовірні вимерлі партнери по коеволюції                                        |
| ----------------------------------- | ---------------------------------- | ------------------------------------------------------------------------------------ | --- | ------------------------------------------------------------------------------ |
| Живопліт Пікарда Голчастий живопліт | Acacia pickardii A. carneorum      | Центральна Австралія                                                                 | Дуже рідкісні колючі рослини з надзвичайно фрагментованими популяціями. Обидва види мають низьку регенерацію насіння і розмножуються переважно клонально. |                                                                                |
| Кінська мульга                      | Acacia ramulosa                    | Центральна Австралія                                                                 | На відміну від споріднених видів, насіння кінської мульги занадто велике, щоб його поширювали мурахи, а низька калорійність та сухість робить їх непривабливими для птахів. Великі боби можна знайти у великій кількості прямо під кущами, причому вони будуть нерозкриті навіть через кілька місяців після завершення сезону плодоносіння.. Рослина також має захисні колючки, незважаючи на те, що сучасні сумчасті ссавці поїдають плоди акацій вкрай рідко. |                                                                                |
| Бурраванг                           | Macrozamia spp.                    | Австралія                                                                            | Насіння розповсюджується погано, незважаючи на яскраво-червону, м'ясисту оболонку. Кузу (Trichosurus ) їдять оболонку, однак рідко ковтають саме насіння. Багато плодів падають на землю і гниють на місці. | Геніорніси (Genyornis).                                                        |
| Чагарниковий томат                  | Solanum spp.                       | Австралія                                                                            | Кілька видів, які відрізняються кількістю захисних колючок на гілках. Найбільш колючі види ростуть в австралійських пустелях, де сумчасті тварини найбільш рідкісні. |                                                                                |
| Кристал-крікський горіх             | Endiandra floydii                  | Кордон Квінсленду та Нового Південного Уельсу                                        | Рідкісний вид, що росте в тропічних лісах, з масивним плодом-кістянкою. | Казуари (Casuarius).                                                           |
| Кипарисосна                         | Callitris spp.                     | Австралія                                                                            | Дослідження викопного пилку показало, що 50 000 років тому (після вимирання мегафауни) росло більше кипарисосен, ніж 100 000 років тому, незважаючи на те, що клімат за цей час майже не змінився, натомість інші дерева за цей час стали більш рідкісними | Існують свідчення того, що кипарисоснами харчувалися діпротодони (Diprotodon). |
| Болотяний дакридіум                 | Dacrydium guillauminii             | Нова Каледонія                                                                       | Вид наразі обмежений Новою Каледонією і перебуває під загрозою зникнення, однак дослідження пилку показало, що він також був присутній в Австралії до останнього льодовикового максимуму. Його здебільшого можна знайти на берегах струмків, а насіння рослини розносять великі птахи. | Вимерлі нелітаючі птахи.                                                       |
| Пустельний лайм                     | Citrus glauca                      | Східна та Південна Австралія                                                         | Захисні колючки довжиною до 7 см. | Велетенські сумчасті.                                                          |
| Куламонове дерево                   | Syzygium moorei                    | Гора Уорнінг, Новий Південний Уельс                                                  | Великі плоди і дуже обмежене поширення. | Казуари.                                                                       |
| Пухнаста ендіандра                  | Endiandra pubens                   | Новий Південний Уельс та Квінсленд                                                   | Масивні червоні плоди, порівняно з іншими фруктами дощових лісів | Казуари.                                                                       |
| Австралійський ідеоспермум          | Idiospermum australiense           | Дощовий ліс Дейнтрі та гори Белленден-Кер і Бартл-Фрір на крайній півночі Квінсленда | Примітивна покритонасінна рослина, близькі родичі якої походять з середньої крейди. Має найбільше насіння серед усіх рослин Австралії вагою 225 г, яке лише спорадично поширюється силою тяжіння та водою. У природі вид присутній лише у двох місцях, розташованих на відстані 130 км одне від одного, і обмежений здебільшого невисокими висотами та берегами струмків, але експерименти з пересадження показали, що вид легко проростає у високогірних тропічних лісах. Насіння поживне, але містить нейротоксини, смертельні для дрібних ссавців і великої рогатої худоби. Плоди не мають м'якоті, але насіння легко діляться на сім'ядолі, кожна з яких дає різні ростки. Казуари уникають цих плодів. Ссавці з великими щелепами могли б їсти насіння і поширювати його, якщо б сім'ядолі випадали у них з рота під час жування | Динозаври, дроморніси (Dromornis), діпротодони (Diprotodon).                   |
| Боже яблуко                         | Syzygium suborbiculare             | Північна Австралія та Папуа Нова Гвінея                                              | Смачні червоні фрукти розміром з яблуко з великим круглим насінням. Жодна тварина в їх ареалі не їсть ці плоди. | Genyornis.                                                                     |
| Леопардове дерево                   | Flindersia dissosperma F. maculosa | Внутрішні райони Австралії                                                           | Вид має декілька захисних механізмів, спрямованих проти листоїдних тварин, — розгалужене стебло, жорсткі та гострі кінчики гілочок, дрібне листя, розподілене вздовж гілочок . Користь від цих механізмів втрачається, коли дерево досягає висоти чотирьох метрів, що значно перевищує досяжність листя для найбільших в регіоні листоїдних тварин — болотяних валабі (Wallabia bicolor) та скельних валабі (Petrogale). | Нелітаючі листоїдні птахи.                                                     |
| Міял-крікський живопліт             | Acacia atrox                       | Тамворт (Новий Південний Уельс)                                                      | Колючий кущ, відомий лише з двох місцевостей. Низька регенерація насіння і переважно клональне розмноження. |                                                                                |
| Вузьколисті каперці                 | Capparis loranthifolia             | Австралія                                                                            | [ 24 ] |                                                                                |
| Крокодилова терміналія              | Terminalia arostrata               | Західна Австралія, Північна Територія і Квінсленд                                    | Захист проти листоїдних тварин перестає мати сенс при досягненні чотириметрової висоти, як і розгалужена форма росту. | Нелітаючі листоїдні птахи.                                                     |
| Олденландія Гібсона                 | Oldenlandia gibsonii               | Гладстон (Квінсленд)                                                                 | Колючий та розгалужений кущ, єдиний дерев'янистий представник роду в Австралії. | Листоїдна мегафауна.                                                           |
| Квінслендська омфалея               | Omphalea queenslandiae             | Квінсленд                                                                            | Плоди діаметром 12,5 см, подібні до африканських та азійських плодів, насіння яких поширюється слонами. | Велетенські сумчасті.                                                          |
| Хакея                               | Hakea spp.                         | Австралія                                                                            | Колюче листя, яке не їсть жоден з існуючих ссавців. Принаймні один вид (H. eyreana) має маскувальне забарвлення квітів, незважаючи на те, що жодна жива тварина їх не їсть. | Дроморнісові.                                                                  |
| Оливолистий алектріон               | Alectryon oleifolius               | Австралія                                                                            | Дерева, що ростуть напівкруглими насадженнями, проросли навколо стародавніх систем нір, можливо, в ґрунті, який колись був покритий послідом представників риючої мегафауни. | Велетенські потору та фасколонуси (Phascolonus).                               |
| Кущова гуава                        | Siphonodon australis               | Північно-Східна Австралія                                                            | Великий мускусний плід. | Diprotodon.                                                                    |
| Південне залізне дерево             | Acacia estrophiolata               | Центральна Австралія                                                                 | На рівні куща — розгалужений і вкритий дрібними філодіями; на рівні дерева — прямостоячий та з довгими повислими листками. |                                                                                |
| Колючий акантокладій                | Acanthocladium dockeri             | Лаура (Південна Австралія)                                                           | Здерев'яніла, колюча трав'яниста рослина, жодні родичі якої не є ані здерев'янілими, ані колючими. Вважався вимерлим до 1992 року, коли було знайдено кілька клональних популяцій | Листоїдна мегафауна.                                                           |
| Колюча хрінниця                     | Lepidium aschersonii               | Східна та Західна Австралія                                                          | Здерев'яніла, колюча трав'яниста рослина, жодні родичі якої не є ані здерев'янілими, ані колючими. Представлений кількома реліктовими популяціями | Листоїдна мегафауна.                                                           |
| Бура туріга                         | Mammea touriga                     | Північний Квінсленд                                                                  | Великоплідна рослина з обмеженим ареалом. Близький родич, M. africana з Конго, поширюється слонами. | Велетенські сумчасті.                                                          |
| Колючий каламус                     | Calamus radicalis                  | Дощовий ліс Дайнтрі                                                                  | Захисні шипи. | Велетенські сумчасті.                                                          |
| Дерево вадді                        | Acacia peuce                       | Окраїни пустелі Сімпсон                                                              | Три антилистоїдні захисні механізми, які проявляються на різній висоті. На рівні трави рослина м'яка, але має різкий запах, схожий на запах несвіжої сечі, який викликає головний біль у людей; на рівні куща рослина густо розгалужена і має жорстке, загострене, направлене назовні листя; а на рівні дерева (починаючи з 2-3 м) рослина росте вертикально, має м'яке листя і скидає все жорсткі листки. Однак найбільший ссавець у ареалі рослини — це рудий кенгуру (Osphranter rufus), рідко досягає двох метрів у висоту, водночає їсть траву, а не листя. Існують лише три розрізнені популяції, але генетичне дослідження показало, що кожна з них дуже різноманітна та подібна за своїм генетичним складом до інших, що вказує на те, що вони є реліктовими популяціями. а нещодавно вид займав набагато більшу площу. Насіннєве відновлення низьке, і вид розмножується переважно клонально. Густі філлоди чагарникової стадії роблять його дуже вразливим до пожеж, що може бути ще однією причиною його занепаду, оскільки лісові пожежі почастішали після зникнення мегафауни. | Листоїдна мегафауна.                                                           |
| Білокора ендіандра                  | Endiandra compressa                | Східна Австралія                                                                     | Представники північної популяції широко поширені, а їх насіння поширюється казуарами, представники південної популяції обмежені берегами річок. | Карликові казуари (Casuarius lydekkeri)                                        |
| Дикий австралійський апельсин       | Capparis mitchellii                | Австралія                                                                            | Великі, круглі плоди тьмяного кольору, які мають привабливий аромат, типовий для фруктів, які їдять ссавці. Має гачкоподібні шипи | Diprotodon.                                                                    |
| Дикий австралійський гранат         | Capparis canescens                 | Північно-Східна Австралія                                                            | [ 24 ] |                                                                                |

#### Нова Зеландія
|                                   |
| Реконструкція широкодзьобого моа. |

|                                |
| Велетенський гекон кавекавеау. |

|                             |
| Какапо їсть плоди поропоро. |

| Приклад                            | Наукова назва              | Ареал                                    | Опис анахронізму | Ймовірні вимерлі партнери по коеволюції |
| ---------------------------------- | -------------------------- | ---------------------------------------- | --- | --- |
| Діварікатні рослини Нової Зеландії | 54 неспоріднених види      | Нова Зеландія                            | 10 % новозеландських рослин мають розгалужену форму росту і утворюють купини, що набагато більше, ніж будь-де в іншій частині світу. Подібно до шипів, діварікантний тип росту покликаний захистити від великих листоїдних тварин, але він більш ефективний проти птахів, тоді як колючки — проти ссавців. Наразі єдиними великими листоїдними тваринами у Новій Зеландії є інтродуковані олені. Ці захисні механізми зникають щонайбільше на висоті 3 метрів над землею. | Моа, одні з найбільших коли-небудь існуючих птахів, були ідентифіковані як листоїдні птахи за збереженим вмістом шлунку. Найбільший з них, велетенський південний моа (Dinornis robustus), досягав висоти, на якій захисні механізми у рослин зникають |
| Дерево карака                      | Corynocarpus laevigatus    | Нова Зеландія, включно з островами Чатем | Плоди з типовими ознаками синдрому поширення ящірками, однак занадто великі, щоб їх могла проковтнути будь-яка новозеландська тварина. | Кавекавеау (Gigarcanum delcourti). велетенський гекон, який востаннє спостерігався у 1870 році. |
| Купинні трави                      | Кілька неспоріднених видів | Нова Зеландія                            | [ 1 ] | Моа. |
| Аїдова квітка                      | Dactylanthus taylorii      | Північний острів                         | На Південному острові знайдені середньовічні копроліти какапо (Strigops habroptilus) з великим вмістом пилку аїдової квітки. Наразі в цій місцевості не зустрічається жоден з видів. Єдиним відомим запилювачем аїдової квітки на даний момент є малий короткохвостий кажан (Mystacina tuberculata) | Какапо та інші птахи |

### Індомалайя
|                                               |
| Межі індомалайського біогеографічного регіону |

|                 |
| Череп птілодуса |

|                                 |
| Реконструкція Juracimbrophlebia |

|                 |
| Індійський слон |

|                   |
| Яванські носороги |

| Приклад           | Наукова назва     | Ареал                | Опис анахронізму | Ймовірні вимерлі партнери по коеволюції |
| ----------------- | ----------------- | -------------------- | --- | --- |
| Дволопатеве ґінко | Ginkgo biloba     | Південний Китай      | Надзвичайна жива викопна рослина, рід якої існував уже в юрському періоді, а сам вид відомий з середньої крейди. Ґінко були широко поширені в Північній півкулі до палеоцену, збереглися в Північній Америці до кінця міоцену, а в Європі та Японії до плейстоцену. Насіння захищене оболонкою, надто крихкою, щоб стримувати ссавців, оскільки вони можуть її розжувати, але м'якоть отруйна для плодоїдних тварин (зокрема людей). Відомо, що рудочереві вивірки (Callosciurus erythraeus) в Китаї та сірі вивірки (Sciurus carolinensis) в садах Північної Америки виймають насіння з м'якоті та зберігають його, але є лише другорядними розсіювачами. Опалі діаспори пахнуть гнилим м'ясом через кілька днів лежання на землі, приваблюючи хижих тварин, зокрема гімалайських цивет (Paguma larvata), бенгальських котів (Prionailurus bengalensis) та уссурійських єнотів (Nyctereutes procyonoides), які їдять плоди цілком, однак те, що вини мітять свою територію шляхом дефекації також обмежує їхню здатність розповсюджувати насіння. Запилення відбувається виключно вітром, але хімічний профіль запилення ґінко подібний до профілю гнетоподібних рослин, що запилюються комахами або вітром та комахами. | Білоподібні багатогорбкозубі ссавці, зокрема птілодусм (Ptilodus). Дрібні динозаври, що харчувалися падлом, жили на землі і не мали потужного жувального апарату та каменів у шлунку, як рослиноїдні види. Кілька вимерлих ліній ранніх комах-запилювачів відомі від середньої юри до ранньої крейди, до появи сучасних квітів. Більшість з них — скорпіонові мухи (Mecoptera), зокрема Juracimbrophlebia ginkgofolia, чия форма імітувала листя ґінко. Незвичайний характер росту стовбура та коренів, можливо, розвинувся до появи покритонасінних рослин, коли головними конкурентами ґінко були деревоподібні папороті, саговники та бенетити. |
| Головотис         | Cephalotaxus spp. | Східна Азія          | Голонасінні рослини, широко поширені в Північній півкулі в третинному періоді. | Багатогорбкозубі. |
| Рафлезія          | Rafflesia spp.    | Південно-Східна Азія | Від 14 до 28 видів дводомних рослин-паразитів без помітного стебла, гілок і листя, але з величезними червоними квітами, які смердять падлом. Запах приваблює мух, але вони погані запилювачі. Плоди — гігантські ягоди довжиною близько 14 см зі здерев'янілою оболонкою і маслянистою м'якоттю, яка за смаком і запахом нагадує перезрілий кокос. Єдиними відомими розповсюджувачами виду є дрібні гризуни та тупаї, які з’їдають частину м'якоті та іноді ковтають насіння. Більшість видів перебувають під загрозою зникнення та мають фрагментовані і надзвичайно обмежені ареали. | Основними запилювачами виду раніше могли виступати жуки-гнойовики або жуки-падлоїди, які стали більш рідкісними з часів вимирання мегафауни. Індійські слони (Elephas maximus), яванські (Rhinoceros sondaicus) та суматранські носороги (Dicerorhinus sumatrensis) — усі вони раніше мешкали в ареалі рафлезії і, можливо, розповсюджували її насіння. |

### Неарктика
|                                            |
| Межі неарктичного біогеографічного регіону |

|                         |
| Американський мастодонт |

|                                 |
| Реконструкція коня Equus scotti |

|                  |
| Західний верблюд |

|                      |
| Колумбійський мамонт |

| Приклад                                   | Наукова назва                         | Ареал                                                          | Опис анахронізму | Ймовірні вимерлі партнери по коеволюції |
| ----------------------------------------- | ------------------------------------- | -------------------------------------------------------------- | --- | --- |
| Американська хурма                        | Diospyros virginiana                  | Південний Схід США                                             | Насіння важко відділити від м'якоті, як і у інших видів хурми зі Старого Світу, крім того воно дуже токсичне, якщо його не проковтнути цілком. Відомо, що насіння цього виду поширюють сірі лисиці, ракуни та барибали, однак вони були менш поширеними до того, як їхні природні хижаки та конкуренти — вовки, пуми та гризлі — були винищені людьми. Ці види мітять свою територію в певних місцях, що обмежує потенціал поширення хурми. Віргінські опосуми їдять м'якоть плодів, але ніколи не ковтають насіння. Плоди залишаються їстівними протягом місяця, перш ніж впадуть з дерева, і залишаються їстівними ще кілька місяців після цього. | Американський мастодонт (Mammut americanum). |
| Смердючий гарбуз                          | Cucurbita foetidissima                | Південний Захід США і Мексика                                  | Родич гарбуза, який має плоди розміром з апельсин, що часто гниють і висихають на землі, в той час як плоди наступного року вже дозрівають. Рослина добре росте в сухих гірських районах, але частіше зустрічається в заплавах, де раптові паводки іноді сприяють розсіюванню. Раніше вважалося, що цей вид розповсюджується передусім водою, однак пізніше ця гіпотеза була відхилена. Корови та осли їдять плоди рідко і віддають перевагу іншим рослинам. Якщо корова з'їсть плід, її молоко стає гірким для людей, а для овець це смертельно небезпечно. В Африці та Азії такі гіркі плоди найчастіше їдять найбільші травоїдні тварини — слони та носороги. Ареал виду надзвичайно фрагментований. | Хоботні, американські дикі коні, токсодони (Toxodon), верблюдові та черепахи з роду Hesperotestudo. |
| Нетреба                                   | Xanthium spp.                         | Америка та Східна Азія                                         | Один із найвідоміших прикладів зоохорії, яка не передбачає споживання фруктів. На території Нью-Мексико реп'яхи цієї рослини, кожен з яких містить по дві насінини, пристають до кінської шкіри настільки міцно, що залишаються на ній доти, доки їх не витягнуть люди або не випаде шерсть. Однак реп'яхи не пристають до шерсті оленів, найбільших диких копитних у цій місцевості. | |
| Креозотовий кущ                           | Larrea tridentata                     | Південний Захід США і Мексика                                  | Рослину охоче їли одногорбні верблюди з американського верблюжого корпусу, експериментального кавалерійського загону армії США у Техасі та Каліфорнії, що існував у XIX столітті. | Західні верблюди (Camelops) |
| Колюча аралія                             | Aralia spinosa                        | Південний схід США                                             | Захисні колючки присутні на значно більшій висоті, ніж необхідно для захисту від білохвостих оленів (Odocoileus virginianus), найвищих листоїдних тварин регіону. | Колумбійський мамонт (Mammuthus columbi) та гігантські лінивці. |
| Флоридська торея                          | Torreya taxifolia                     | Басейн річки Апалачікола                                       | В голоцені ареал виду скоротився до басейну річки Апалачікола у Північній Флориді, який виступав рефугіумом для багатьох помірних видів дерев під час льодовикового періоду. На відміну від інших видів, флоридська торея не розповсюдилась на північ в голоцені, коли клімат ста теплішим, а починаючи з 1950-х років реліктова популяція цього виду сильно постраждала від хвороб. Вид виживає здебільшого завдяки безстатевому розмноженню, коли нові дерева виростають зі вцілілих коренів, і за оцінками, він вимре через 50 років, коли останні корені вже будуть не здатні продукувати нові рослини. Однак дерева, висаджені у холодніших гірських районах Північної Кароліни, процвітають та не страждають від хвороб, що свідчить про те, що вид краще пристосований до холоднішого клімату, ніж до клімату Флориди. | Флоридська торея, ймовірно, розповсюджувалася невідомими великими ссавцями, які поширювали її насіння на великі відстані, та які вимерли до завершення льодовикового періоду. Відомо, що білки можуть забезпечувати обмежене розповсюдження виду, що було достатньо для того, щоб вид дожив до сьогодення, однак недостатньо для його повторного розселення на північ. Оскільки рід Torreya виник у еоцені, було висловлено припущення, що білкоподібні багатогорбкозубі ссавці розповсюджували насіння ще до появи білок. |
| Глід                                      | Crataegus spp.                        | Помірна зона Північної півкулі                                 | Довгі, широко розставлені та недостатньо щільні колючки, які краще протидіють великим африканським листоїдним тваринам, таким як носороги та куду, ніж місцевим вузькомордим білохвостим оленям. | Гігантські лінивці та американські мастодонти |
| Терниста гледичія                         | Gleditsia triacanthos                 | Басейн річки Міссісіпі                                         | Стійкі до атмосферних впливів плоди (стручки), які можуть залишатися на дереві або на землі кілька років. Вони занадто великі, щоб ці плоди їли будь-які дикі тварини в їх ареалі, але насіння потребує стирання, щоб прорости. Коні ігнорують плоди, але осли та мули іноді їх їдять. Також рослина має великі захисні шипи довжиною до 20 см, зазвичай розташовані високо над землею. | Колумбійські мамонти, американські мастодонти, американські коні, велетенські лінивці, бронтотерії (Brontotheriidae), парацератерії (Paraceratherium) та верблюди з роду Aepycamelus. |
| Коротколиста юка                          | Yucca brevifolia                      | Пустеля Мохаве                                                 | Плоди набагато більші, ніж у споріднених видів, насіння яких поширюють плодоїдні птахи та кажани, а їх формування вимагає значних витрат, як для пустельної рослини. Фруктоїдні крилани відсутні в Мохаве, а птахи їдять комах-паразитів, що живуть у плодах коротколистої юки, але не самі плоди. Бабаки їдять насіння, але лише спорадично, а лісові хом'яки їдять плоди як на деревах, так і на землі, але не ковтають насіння і не виступають його розповсюджувачами. Повністю ковтають плоди найбільші дикі ссавці регіону — чорнохвості олені (Odocoileus hemionus) та товстороги (Ovis canadensis), а також коні, осли та велика рогата худоба, але вони можуть дістати плоди лише з найнижчих гілок або підіймають їх з землі, тоді як плоди можуть рости на висоті до 3 м над землею. Рослину вкривають численні колючки. | Західні верблюди були на 20 % більшими за сучасних дромедарів і досягали висоти 4 м. Хоча верблюди мають проблеми з проковтуванням цілого насіння і, як наслідок, дуже вибірково їдять і погано розповсюджують насіння, великі західні верблюди могли мати інші звички. Однак викопний гній західних верблюдів містить лише дрібно пережовані залишки рослин, як у сучасних верблюдів. Американські мастодонти, колумбійські мамонти та гомфотерії (Gomphotherium) жили в межах сучасного ареалу коротколистої юки і могли досягати навіть найвищих гілок. Вважається, що вони, як і сучасні слони, мали неефективну систему травлення, що змушувало їх бути ненажерливими істотами, ідеальними розсіювачами насіння. Шастські наземні лінивці (Nothrotheriops shastensis) були поширені у західній частині Північної Америки в плейстоцені, і за результатами дослідження викопних фекалій, знайдених в печерах у пустелі, було виявлено, що юка була основою їх раціону. Однак ці лінивці були розміром лише з барибала (Ursus americanus), і могли їсти лише ті плоди, що росли низько над землею або падали на землю. Ймовірно, вони частіше поїдали плоди менших видів юки. |
| Стрибаюча чолла                           | Cylindropuntia fulgida                | Аризона та Сонора                                              | Захисні колючки мають спрямовані назад гачки та прикріплюються до тварин, що проходять повз, а частини стебла разом з колючками легко відділяються від решти рослини. Ці частини стебла деякий час переносяться тваринами, поки не падають на землю, і дають початок новим рослинам. Плоди їдять багато пустельних тварин, але вони часто ростуть високо, поза межею їх досяжності. Найвищі плоди можуть залишатися на кактусі протягом місяців після їх дозрівання і падають вниз, лише коли повністю висихають, і вже не можуть привабити потенційних розсіювачів | Західні верблюди, шастські наземні лінивці, гомфотерії. |
| Канадський бундук                         | Gymnocladus dioicus                   | Середній Захід США                                             | Вид має широкий ареал, однак дуже низьку щільність. Він більш поширений в заплавах річок, хоча може рости і у високогір'ях. Має найбільше насіння серед усіх видів континентальної частини США, але гризуни його не їдять, оскільки не можуть прогризти щільний стручок, а самому насінню для пророщення необхідне перетирання. М'якоть солодка, дещо гірка, на смак схожа на акацію, отруйна для худоби та людини (якщо не смажена) через високий вміст сапонінів та алкалоїдів. Насіння ще більш отруйне, ніж м'якоть. Часто на землі навколо дерева можна знайти велику кількість опалих стручків і не пророслого минулорічного насіння, розтоптаного і гнилого. Насіння гине, якщо його вчасно не видалити зі стручка. Насіння споріднених видів з Африки поширюється слонами. | Американські мастодонти |
| Мескітові дерева                          | Prosopis spp.                         | Тамауліпаський мескіталь                                       | Солодкі та поживні стручки, їстівні для людей та худоби. Коні та корови виступають розсіювачами, перетирають стінки насіння, допомагаючи йому прорости; лисиці та койоти їдять стручки і розсіюють насіння, але не перетирають його. Ареал мескітів почав розширюватися після початку європейської колонізації. Інші частини рослини озброєні колючками та отруйні для худоби, що робить її непопулярною серед фермерів. Мескіти також обмежують ріст трави та сприяють поширенню опунцій. Коли вони досягають розміру дерева, її дуже важко винищити, оскільки мескіти вирастають з кореня після того, яка наземна частина дерева буде зрубана. Викорчувати мескіти можна лише за допомогою тракторів. Верблюди Американського верблюжого корпусу віддавали перевагу мескітам, ігноруючи трави. | Західні верблюди. Гомфотерії були достатньо великими, щоб валити дорослі дерева, як це роблять слони з подібними видами в Африці, і, можливо, їли стручки мескітів та опунцій під час сезону плодоношення. |
| Мексиканське ебенове дерево               | Havardia mexicana                     | Сонора, Сіналоа та Баха-Каліфорнія-Сур                         | Солодкі плоди з твердим насінням. Ростуть переважно в заплавах і на берегах струмків, у природних коридорах, по яким пересуваються стада худоби. | |
| Фікусова опунція                          | Opuntia ficus-indica                  | Східний Техас                                                  | Захисні шипи, що ростуть на великій висоті, поза досяжністю сучасних листоїдних тварин. Фікусові опунції, завезені до Північної Африки та Австралії, є кормом для верблюдів, а також їх їли верблюди Американського верблюжого корпусу. Верблюди та інша худоба також поширюють насіння. | Західні верблюди, гомфотерії |
| Оранжева маклюра                          | Maclura pomifera                      | Східний Техас                                                  | Плід розміром з апельсин, який їдять миші, щури, кролики, зайці, білки та олені, але вони не ковтають і не розповсюджують насіння. Домашні коні та мули поїдають плоди менш вибірково. Захисні колючки на гілках дерева розташовані занадто широко, щоб не допустити копитних тварин розміром з оленя до поїдання листя, тому вони ефективні лише проти великих тварин, які не живуть в Техасі. Скам'янілості цього виду, що датуються попередніми міжльодовиковими періодами, були знайдені аж у південній Канаді, що свідчить про те, що його ареал різко скоротився після того, як зникли тварини, що розповсюджували його насіння. Незважаючи на те, що індіанці віддавали перевагу деревині цього виду у виготовленні луків, і місцеві племена отримували великі прибутки від торгівлі цією деревиною, ареал оранжевої маклюри до появи у 16 столітті в Техасі коней був ще меншим, ніж зараз. Близький африканський родич цього виду, що росте в Габоні, розповсюджується лісовими слонами. | Колумбійський мамонт, гігантські лінивці американські мастодонти, американські коні, гомфотерії. |
| Трилопатева азиміна                       | Asimina triloba                       | Схід Північної Америки                                         | Вид здебільшого розмножується нестатевим шляхом: коренева система, яка може жити десятками тисяч років, дає початок паросткам невеликих клональних дерев. Вид також може розмножуватися складним та нефективним статевим способом. Квітка імітує падаль або гній (коричневий колір, смердючий запах), але її рідко відвідують та запилюють мухи. Вона направлена вниз, і краще підходить для запилення жуками, як це відбувається у споріднених видів, що ростуть у теплішому кліматі. За смаком та калорійсністю плоди цього виду подібні до плодів черимої (Annona cherimola), і є найбільшими їстівними та м'ясистими плодами в США. Однак період плодоношення у виду короткий, і плоди гниють незабаром після падіння з дерева; з цієї причини від споживання азиміни відмовилися, коли стали доступними комерційні тропічні фрукти. Насіння велике і вкрите солодкою, але слизькою шкіркою, яку важко видалити. Вид поширений дуже нерівномірно, він переважає в заплавах та в місцевостях, де за ним доглядали корінні жителі Східного Вудленду. Однак рослина без проблем росте на височинах, і люди їдять м'якоть плодів, не ковтаючи насіння. Невідомо, чи можуть лисиці, єноти, скунси та барибали розповсюджувати насіння. | Американські мастодонти Жуки-гнойовики могли бути основними запилювачами виду до того, як вони стали рідкісними після вимирання мегафауни. |
| Червоні чортові кігті                     | Proboscidea parviflora                | Південний Захід США і Північна Мексика                         | Липке, огидне листя, непривабливе для травоїдних тварин. Коли плід стає коричнюватим та твердіє, він розділяється на два направлених у протилежні сторони кігтя, окружність кожного з яких більша за довжину людської ноги. Хоча це очевидне пристосування до зоохороного поширення, ці кігті набагато більші, ніж товщина ніг найбільших диких ссавців регіону (оленів, пекарі, койотів), і насіння переважно поширюється людьми, кіньми та великою рогатою худобою. Хоча корінні американці вирощували цей вид для виготовлення кошиків, його ареал значно розширився після того, як європейці завезли в Америку худобу, і наразі він досягнув Луїзіани та Айови. | |
| Звичайний гарбуз                          | Cucurbita pepo                        | Мексика, Техас і Схід США                                      | На відміну від домашніх сортів, дикі звичайні гарбузи мають гіркий смак. | Насіння гарбуза буле знайдене у скам'янілому вмісті шлунка американського мастодонта, знайденого у Флориді. |
| М'яке авраамове дерево                    | Vitex mollis                          | Південна Сонора                                                | Солодкі плоди з твердим насінням. Ростуть переважно в заплавах і на берегах струмків, у природних коридорах, по яким пересуваються стада худоби. | |
| Маслинколистий паслін Каролінський паслін | Solanum elaeagnifolium S. carolinense | Захід Північної Америки та Південна Америка Південний Схід США | Здебільшого зустрічається у порушених місцевостях та в заплавах. Плоди часто залишаються на гілці, утримуючи всередині насіння, протягом місяців або понад рік після дозрівання, коли вони вже гнилі або висушені. Ссавці та птахи уникають плодів через високий вміст глюкоалкалоїдів, які також є смертельними для худоби. На плазунів отрута не діє, а самі плоди мають особливості, які роблять їх привабливими для черепах (жовто-оранжевий колір і правильну висоту, на якій вони ростуть), подібні до тих, що зустрічаються у споріднених видів. | Коробчасті черепахи (Terrapene) та гофери-поліфеми (Gopherus polyphemus) раніше населяли райони, де росли ці види пасліну, однак наразі вони там локально вимерли. Черепахи з роду Hesperotestudo. |

### Неотропіка
|                                             |
| Межі неотропічного біогеографічного регіону |

|            |
| Еремотерій |

|             |
| Кюв'єроніус |

|          |
| Токсодон |

|             |
| Гліптотерій |

| Приклад                                   | Наукова назва | Ареал                                                                          | Опис анахронізму | Ймовірні вимерлі партнери по коеволюції |
| ----------------------------------------- | --- | ------------------------------------------------------------------------------ | --- | --- |
| Прибережна акація                         | Senegalia riparia | Кариби, Центральна та Південна Америка                                         | Загнуті колючки на гілочках і листках. | Гігантські лінивці та гомфотерії. |
| Пальма корохо                             | Acrocomia crispa | Куба                                                                           | Плід із великим насінням, якому потрібно щонайменше два роки, щоб прорости, якщо його залишити на землі, але лише чотири тижні, якщо його проковтне галапагоська черепаха (Chelonoidis niger). | Кубинська велетенська черепаха (Chelonoidis cubensis) |
| Дерево альмендро                          | Dipteryx oleifera | Від Гондурасу до Колумбії                                                      | [ 3 ] | Гомфотерії |
| Американські фікуси                       | Ficus spp. | Неотропіки                                                                     | Рослини дають великий урожай фруктів, більше, ніж можуть з'їсти крилани та коати. | |
| Бругсманії                                | Brugmansia spp. | Тропічні Анди та південний схід Бразилії                                       | Вид давно вимер у дикій природі, однак його продовжують культивувати люди заради психоактивних речовин. Плоди залишаються на рослині і висихають. | Мегафауна. |
| Вузьколиста акація                        | Senegalia tenuifolia                                                                                                  | Від Каліфорнії до Болівії і Бразилії, зокрема на Карибах                       | Загнуті колючки на гілочках і листках. | Гігантські лінивці та гомфотерії. |
| Авокадо                                   | Persea americana | Мезоамерика                                                                    | Хоча плоди мають поживну м'якоть, і їх їдять багато різних (навіть м'ясоїдних тварин), насіння занадто велике, щоб його можна було проковтнути. Зоохорія обмежується насінням, накопиченим в норах агуті, або з'їденим ягуарами, однак це відбувається рідко. Споріднені види зустрічаються в різних широтах, мають дрібніші плоди і насіння, їх їдять плодоїдні тварини. М'якоть не потрібно розжовувати, але насіння отруйне. Зафіксовані випадки, як на плантаціях Камеруну авокадо їдять лісові слони.                                                                       | Дорослі особини гігантського наземного лінивця еремотерія (Eremotherium) досягали шестиметрового росту і могли досягати стиглих авокадо раніше за будь-яких інших ссавців, а молоді особини, досить малі, щоб лазити по деревах, могли досягти найвище розташованих плодів. М'яка, жирна м'якоть могла зробити авокадо привабливішим для лінивців, ніж інші фрукти, через відсутність у них різців та іклів. Кюв'єроніуси (Cuvieronius), токсодони, гліптодонти, бронтотерії. |
| Суринамська вірола                        | Virola surinamensis                                                                                                   | Від Коста-Рики до Бразилії і Перу                                              | Плоди мають характерні риси, що вказують на розповсюдження птахами та мавпами (мають яскраво-червоний колір, розкриваються, містять насіння, вкрите окремою м'ясистою оболонкою), однак відносно великі. Відомо надзвичайно мало птахів та ссавців, що розповсюджують насіння виду, а плоди часто падають на землю і гниють. Рослина краще проростає з великого насіння, але частіше розповсюджується дрібне насіння, яке ковтають птахи. | Протопітек (Protopithecus), далекий родич ревунів та коат, який був удвічі більшим за найбільших сучасних мавп Нового Світу. |
| Чорна тиква                               | Amphitecna macrophylla                                                                                                | Локально в Мексиці і Гватемалі                                                 | [ 3 ] | Гомфотерії. |
| Чорна пальма                              | Astrocaryum standleyanum                                                                                              | Від Нікарагуа до Еквадору                                                      | [ 3 ] | Гомфотерії. |
| Чорна сапота                              | Diospyros nigra | Східна Мексика, Кариби, Центральна Америка та Колумбія                         | [ 1 ] | |
| Човниково-голчаста акація                 | Vachellia campeachiana                                                                                                | Мексика                                                                        | Екстримально колючий на рівні куща, однак на рівні дерева шипи майже повністю відсутні. | |
| Двоока бунчосія                           | Bunchosia biocellata                                                                                                  | Від Південно-Східної Мексики до Нікарагуа                                      | [ 3 ] | |
| Капустяне дерево                          | Andira inermis | Від Південної Мексики до півночі Південної Америки                             | Плоди капустяного дерева їдять крилани, однак їх також можна побачити опалими під деревом. Ці плоди підбирають свині, коні та корови, можливо, через високий вміст антибіотиків у м’якоті. Насіння нез'їдених плодів поїдають личинки довгоносиків. | Гомфотерії та токсодони. |
| Горлянкове дерево                         | Crescentia cujete | Центральна і Південна Америка                                                  | Плід розміром з футбольний м'яч, з твердою шкіркою, яку важко розколоти. Центральноамериканський тапір (Tapirus bairdii), найбільший ссавець в ареалі рослини, не може відкрити рот настільки широко, щоб проковтнути його. Єдиними тваринами, які поїдають ці плоди, є свійські коні, які наступають на них та розчавлюють своєю вагою у двісті кілограмів. Насіння еластичне й оточене чорною слизистою оболонкою, яка водночас смердюча та солодка. Плід падає на землю ще зеленим і дозріває у лісовій підстилці впродовж місяця.                                            | Американські коні Токсодони, нотоунгуляти розміром з носорога, які мали великі, незвичайні різці, функція яких погано вивчена. Вони могли еволюціонувати, щоб очищати плоди горлянкового дерева та інших подібних рослин. |
| Велика кассія                             | Cassia grandis | Від Південної Мексики до Венесуели і Еквадору                                  | Твердий, циліндричний півметровий плід діаметром півтора дюйма, що містить велику насінину 2 см завдовжки, 1,5 см завширшки та 0,5 см завтовшки, обернену у солодку патокоподібну м'якоть. Плід часто залишається на дереві достатньо довго, щоб зерноїди та молі знищили насіння, що є очевидною дезадаптацією | Гігантські лінивці та кюв'єроніуси. |
| Цедронове дерево                          | Simaba cedron | Колумбія та Центральна Америка                                                 | [ 3 ] | Гомфотерії. |
| Сейбові дерева                            | Ceiba aesculifolia C. pentandra C. speciosa                                                                           | Тропіки, переважно в Америці, також в Африці і Південно-Східній Азії           | Виражені шипи на стовбурі дерева (у C. pentandra — лише на саджанцях). | Листоїдна мегафауна |
| Центральноамериканські колючки            | Aeschynomene spp. Bidens riparia Desmodium spp. Krameria ixine Petiveria alliacea Pisonia aculeata Triumfetta lappula | Центральна Америка                                                             | Колючки застрягають у густій шерсті коней та великої рогатої худоби, але не у шерсті місцевих диких ссавців — тапірів, пак, ошийникових пекарі (Dicotyles tajacu) та звичайних пекарі (Tayassu pecari). За винятком Pisonia та Krameria, усі види є травами, які зустрічаються на відкритих, витоптаних рівнинах. | Гомфотерії, токсодони і гігантські лінивці. |
| Черимоя Кремове яблуко та споріднені види | Annona cherimola A. reticulata A. muricata A. squamosa A. purpurea A. holosericea A. reticulata Sapranthus palanga    | Неотропіки                                                                     | | Кюв'єроніуси (Cuvieronius). |
| Чилійський мескіт                         | Prosopis chilensis | Перу, Східна Аргентина і Центральне Чилі                                       | Солодкі плоди з твердим насінням. Ростуть переважно в заплавах і на берегах струмків, у природних коридорах, по яким пересуваються стада худоби. | |
| Аморфобподібна гледичія                   | Gleditsia amorphoides                                                                                                 | Аргентина                                                                      | На стовбурі ростуть захисні колючки довжиною до 40 см. | Американські коні та хоботні |
| Какао                                     | Theobroma spp. | Центральна та Південна Америка                                                 | [ 3 ] | Гомфотерії |
| Дубильна цезальпінія                      | Libidibia coriaria | Кариби, Мексика і Центральна Америка, північ Південної Америки                 | [ 3 ] | |
| Фарбувальна маклюра                       | Maclura tinctoria | Від Мексики до Аргентини                                                       | Саджанці мають колючки на стовбурі. | Листоїдна мегафауна. |
| Американська геніпа                       | Genipa americana | Від Південної Мексики до Перу                                                  | [ 3 ] | |
| Колючоплідна рандія                       | Randia echinocarpa | Мексика                                                                        | Солодкі плоди з твердим насінням. Ростуть переважно в заплавах і на берегах струмків, у природних коридорах, по яким пересуваються стада худоби. | |
| Пальма гругру                             | Acrocomia aculeata | Від Південної Мексики і Карибів до Парагвая та північної Аргентини             | Великі плоди з жорстким епікарпієм, липкою м'якоттю та твердим ендокарпієм. Вони ростуть на висоті, досяжній для наземних ссавців, але їх часто знаходять нез'їденими під деревами разом з непророслим насінням всередині. Молоді дерева є світлолюбними, тому для їх росту необхідне усунення старих дерев. Корови ковтають плоди і розсіюють насіння, коли вони відригують їх під час жування, а також допомагають появі нових рослин шляхом витоптування старої рослинності. Високий стовбур і колюче листя погано підходять для протидії дрібним тваринам, таким як гризуни. | Листоїдна мегафауна |
| Дерево гуанакасте                         | Enterolobium cyclocarpum                                                                                              | Від Центральної Мексики до Північної Бразилії та Венесуели                     | Під час сухого сезону, через рік після запліднення, квіти швидко виростають у великі м’ясисті стручки у формі вуха. Стиглі стручки мають коричневий колір і какаовий смак, вони падають на землю протягом місяця. Хоча багато диких тварин їдять ці стручки, лише тапіри достатньо великі, щоб проковтнути та розсіяти насіння. Стручки їдять і легко розсіюють домашні коні та велика рогата худоба, внаслідок чого дерева часто зустрічаються на пасовищах або поблизу них. | Американські коні, гомфотерії, гліптодонти, гігантські лінивці, колумбійські мамонти, токсодони. |
| Дерево ятоба                              | Hymenaea courbaril | Кариби, Центральна і Південна Америка                                          | Товстий темний здерев'янілий стручок з сухою цукристою м'якоттю. Незважаючи на явні ознаки синдрому мегафаунного розповсюдження, насіння поширюється майже виключно агуті — гризунами, що накопичують насіння. | Гомфотерії. |
| Гватемальський зизифус                    | Ziziphus guatemalensis                                                                                                | Від Чіапаса до Коста-Рики                                                      | [ 3 ] | |
| Манговий хлоролейкон                      | Chloroleucon mangense                                                                                                 | Центральна Америка, північ Південної Америки та Кариби                         | Солодкі плоди з твердим насінням. Ростуть переважно в заплавах і на берегах струмків, у природних коридорах, по яким пересуваються стада худоби. | |
| Магдаленська ехмея                        | Aechmea magdalenae | Від Південної Мексики до Еквадору                                              | [ 3 ] | Гомфотерії. |
| Колюча жакінія                            | Jacquinia pungens | Від Південної Мексики до Коста-Рики                                            | Гострі, як голки, кінчики листя відростають лише в посушливий період. Колючки найкраще розвиваються на висоті від чотирьох до шести метрів над землею. | Гігантські лінивці та гомфотерії |
| Повисла паркія                            | Parkia pendula | Від Гондураса до Болівії і Бразилії                                            | [ 3 ] | Гомфотерії. |
| Манцинелове дерево                        | Hippomane mancinella                                                                                                  | Південь Північної Америки і північ Південної Америки                           | Дрібне насіння у твердій серцевині плода. | |
| Маянський горіх                           | Brosimum alicastrum                                                                                                   | Від Юкатана і Гватемали до Амазонії                                            | [ 3 ] | |
| Мексиканська горлянка                     | Crescentia alata | Мезоамерика і Центральна Америка                                               | Білий плід розміром із апельсин. Якщо насіння не зламати механічно, воно гине через висихання (у сухому середовищі) або під час ферментації м'якоті (у вологому середовищі). Плоди часто їдять коні, що пасуться на вільному випасі, а форма і розмір дерева (3-4 метри заввишки) подібні до форми і розмірів африканських дерев, насіння яких поширює мегафауна. | На території сучасного ареалу рослини були знайдені викопні рештки коней Equus neogeus |
| Мімози                                    | Mimosa eurycarpa M. guanacastensis                                                                                    | Центральна і Південна Америка                                                  | Загнуті колючки на гілочках і листках. | Гігантські лінивці та гомфотерії. |
| Солодкі мавпячі сережки                   | Pithecellobium dulce                                                                                                  | Тихоокеанське узбережжя Мексики, Центральна Америка і північ Південної Америки | Солодкі плоди з твердим насінням. Ростуть переважно в заплавах і на берегах струмків, у природних коридорах, по яким пересуваються стада худоби. | |
| Дерево нансе                              | Byrsonima crassifolia                                                                                                 | Від Центральної Мексики до Болівії і Бразилії, Кариби                          | [ 3 ] | |
| Акапулькійське ебенове дерево             | Diospyros acapulcensis                                                                                                | Мексика і Центральна Америка                                                   | Багато плодів падають на землю і гниють на місці. | |
| Клювоподібна атталея                      | Attalea rostrata | Центральна Америка                                                             | Великі плоди з жорстким епікарпієм, липкою м'якоттю та твердим ендокарпієм. Вони ростуть на висоті, досяжній для наземних ссавців, але їх часто знаходять нез'їденими під деревами разом з непророслим насінням всередині. Молоді дерева є світлолюбними, тому для їх росту необхідне усунення старих дерев. Корови ковтають плоди і розсіюють насіння, коли вони відригують їх під час жування, а також допомагають появі нових рослин шляхом витоптування старої рослинності.                                                                                                  | Кюв'єроніуси. |
| Момбінові дерева                          | S. mombin S. purpurea S. radlkoferi                                                                                   | Неотропіки                                                                     | Дрібне насіння у твердій серцевині плода. | |
| Великоплідна діоклея                      | Dioclea megacarpa | Захід Нікарагуа                                                                | [ 3 ] | |
| Папая                                     | Carica papaya | Центральна Америка і північ Південної Америки                                  | Довжина диких фруктів досягає десяти сантиметрів. М'якоть м'яка і не потребує жування, однак насіння отруйне. Дрібне насіння, зосереджене в центрі плода, має гострий перцевий смак. Зафіксовані випадки, як на плантаціях Камеруну папаю їдять лісові слони. | Кюв'єроніуси, гігантські лінивці, токсодони. |
| Мавпячий гребінь                          | Apeiba tibourbou | Каатинга, Серрадо і Коста-Рика                                                 | [ 3 ] | |
| Пінуели                                   | Bromelia karatas B. pinguin                                                                                           | Від Сіналоа до Бразилії                                                        | [ 3 ] | |
| Червона сейба                             | Pachira quinata | Від Коста-Рики до Колумбії і Венесуели                                         | Виражені колючки на стовбурі, особливо на молодих деревах. | Листоїдна мегафауна |
| Путерієві дерева                          | Pouteria spp. | Нетропіки                                                                      | [ 3 ] | Гомфотерії. |
| Персикові пальми                          | Bactris guineensis B. major                                                                                           | Від Мексики до Колумбії, Венесуели і Тринідада                                 | Великі плоди з жорстким епікарпієм, липкою м'якоттю та твердим ендокарпієм. Вони ростуть на висоті, досяжній для наземних ссавців, але їх часто знаходять нез'їденими під деревами разом з непророслим насінням всередині. Молоді дерева є світлолюбними, тому для їх росту необхідне усунення старих дерев. Корови ковтають плоди і розсіюють насіння, коли вони відригують їх під час жування, а також допомагають появі нових рослин шляхом витоптування старої рослинності. Високий стовбур і колюче листя погано підходять для протидії дрібним тваринам, таким як гризуни. | |
| Їстівна алібертія                         | Alibertia edulis | Карибське узбережжя Центральної Америки                                        | [ 3 ] | |
| Дощове дерево                             | Samanea saman | Від Мексики до Перу і Бразилії                                                 | Плоди їдять коні та велика рогата худоба. | |
| Сачаманго                                 | Gustavia superba | Центральна Америка, північний захід Південної Америки                          | [ 1 ] | |
| Панамський тетрагастріс                   | Tetragastris panamensis                                                                                               | Від Гватемали до Болівії і Бразилії                                            | Плоди подібні до плодів суринамської віроли. Значна частина насіння не проростає, а розсіювання є дуже неефективним | Протопітеки |
| Динамітне дерево                          | Hura crepitans | Тропіки Північної та Південної Америки                                         | Виражені колючки на стовбурі, особливо на молодих деревах. | Листоїдна мегафауна. |
| Саподілла                                 | Manilkara zapota | Мексика, Центральна Америка і Кариби                                           | [ 3 ] | |
| Черепичне дерево                          | Nectandra hihua | Від Мексики і Флориди до Бразилії                                              | Солодкі плоди з твердим насінням. Ростуть переважно в заплавах і на берегах струмків, у природних коридорах, по яким пересуваються стада худоби. | |
| Дерево сфінга                             | Sphinga platyloba | Центральна Америка                                                             | Загнуті колючки на гілочках і листках. | Гігантські лінивці та гомфотерії. |
| Акація Фарнеза                            | Vachellia farnesiana                                                                                                  | Мексика і Центральна Америка                                                   | Плоди їдять коні та велика рогата худоба. | |
| Темпіскове дерево                         | Sideroxylon capiri | Мезоамерика і Кариби                                                           | [ 3 ] | |
| Великонасінна геттарда                    | Guettarda macrosperma                                                                                                 | Від Чіапаса до Коста-Рики                                                      | [ 3 ] | |
| Вест-індійський в'яз                      | Guazuma ulmifolia | Неотропіки                                                                     | Солодкі плоди з твердим насінням. Ростуть переважно в заплавах і на берегах струмків, у природних коридорах, по яким пересуваються стада худоби. М'якоть розділена здерев'янілими частинами плода, що перешкоджають жуванню. | |
| Біла баяхонда                             | Prosopis juliflora | Мексика, Південна Америка і Кариби                                             | Вид дуже локально поширений вздовж окраїн мангрових боліт та пляжів. Плоди їдять коні та велика рогата худоба. | |
| Замії                                     | Zamia spp. | Від Мексики до Болівії, Кариби                                                 | [ 3 ] | Гомфотерії |
| Щетинковий цантоксил                      | Zanthoxylum setulosum                                                                                                 | Від Коста-Рики до Колумбії і Венесуели                                         | Виражені колючки на стовбурі, особливо на молодих деревах. | Листоїдна мегафауна. |

### Океанія
|                                             |
| Межі океанійського біогеографічного регіону |

|                          |
| Черепаходзьобий моа-нало |

|                               |
| Велетенська гавайська казарка |

|                 |
| Жовтогузий мамо |

|               |
| Темна акіалоа |

| Приклад           | Наукова назва                                                                                       | Ареал | Опис анахронізму | Ймовірні вимерлі партнери по коеволюції |
| ----------------- | --------------------------------------------------------------------------------------------------- | ----- | --- | --- |
| Фіджійські дерева | Burckella, Calophyllum, Heritiera, Myristica, Sterculia, Atractocarpus, Terminalia, Xylocarpus spp. | Фіджі | Деякі фіджійські дерева мають тверде насіння, яке не можуть розгризти ані птахи, ані крилани. | Шляхетні великоноги (Megavitiornis altirostris), великі пангалліморфні птахи з міцними спеціалізованими дзьобами, конвергентними до дзьобів гасторнісів (Gastornis) та дроморнісів (Dromornithidae). |
| Гавайські лобелії | Cyanea spp.                                                                                         | Гаваї | Захисні шипи на листя та стеблах, найбільш виражені у молодих рослин, однак немає місцевих листоїдних тварин, що могли б їх їсти. | Моа-нало та велетенські гавайські казарки (Branta rhuax). |
| Гірський гібіск   | Hibiscadelphus spp.                                                                                 | Гаваї | Вісім вимерлих або дуже рідкісних видів рослин з вираженим синдромом орнітофільного запилення. Квіти продукують велику кількість нектару, однак залишаються згорнутими в трубку, що робить нектар доступним лише для кількох видів птахів. | Спостерігається надзвичайна сумісність між віночками квітів та нещодавно вимерлими жовтогузими мамо (Drepanis pacifica) і темними акіалоа (Akialoa obscura).                                         |

### Палеарктика
|                                              |
| Межі палеарктичного біогеографічного регіону |

|                              |
| Бегемот Hippopotamus gorgops |

|                   |
| Великорогий олень |

|                        |
| Стінна ящірка Лілфорда |

|                  |
| Волохатий мамонт |

| Приклад                 | Наукова назва              | Ареал                             | Опис анахронізму | Ймовірні вимерлі партнери по коеволюції |
| ----------------------- | -------------------------- | --------------------------------- | --- | --- |
| Ріжкове дерево          | Ceratonia siliqua          | Прибережні райони Середземномор'я | Подібно до споріднених бундуків (Gymnocladus) та гледичій (Gleditsia), ріжкові дерева також не розмножуються природним шляхом через тверду оболонку насіння, непроникну для води. Насіння, ймовірно, залишається життєздатним після проходження через травну систему тварини, але потребує обробки кислотою або гарячою водою для стимулювання штучного проростання. Подібні споріднені види поширюються великими тваринами або, як вважається, коеволюціонували разом із нині вимерлими представниками мегафауни. | |
| Звичайна ліщина         | Corylus avellana           | Європа та Західна Азія            | Кущ, не здатний до відновлення ні в глибокій тіні густого лісу, ні на відкритій, порушеній місцевості. Хоча деякі представники євразійської мегафауни, здатні до повалення дерев, збереглися до часів голоцену (благородні олені, тури, дикі коні, зубри, європейські бобри та дикі свині), відмінності у складі пилку часів раннього голоцену, до початку масштабної вирубки лісів, здійсненої людьми, та часів міжльодовикового періоду МІС 5, вказують на те, що розчистка території здійснювалася ще більшими мегатравоїдними ссавцями, що вимерли у пізньому плейстоцені. | Бегемоти (Hippopotamus), прямобивневі лісові слони (Palaeoloxodon antiquus) та вузьконосі носороги (Stephanorhinus hemitoechus). |
| Звичайний яловець       | Juniperus communis         | Північна півкуля                  | Зменшення концентрації викопного пилку в Ірландії та подальше збільшення, не пов'язане зі змінами клімату. | Колонізація великорогими оленями (Megaloceros giganteus) Ірландії співпадає з часом скорочення чисельності яловців, а їх вимирання — зі зростанням. Великорогі олені полюбляли яловці та інші чагарники через високий вміст фосфору, який був необхідний для вирощування рогів у шлюбний період. Це, у свою чергу, спричинило падіння чисельності яловців та заміну їх на трави. |
| Вовче лико Родрігеса    | Daphne rodriguezii         | Менорка                           | Ендемічний чагарник, ареал та генетичне різноманіття якого скорочуються через неефективність розсіювання. Більшість рослин ростуть поблизу своїх батьків, що викликає інбридинг. | Стінні ящірки Лілфорда були поширені на Майорці та Менорці до римської колонізації, однак вимерли внаслідок хижацтва з боку інтродукованих ссавців. Вони вижили на безлюдних острівцях поблизу цих островів, і є єдними тваринами, які поїдають плоди цієї рослини та розсіюють її насіння у місцях, придатних для їх пророщення.                                                |
| Звичайний падуб         | Ilex aquifolium            | Європа та Північна Африка         | Листя має захисні колючі краї, однак на висоті 4-5 м над землею воно змінюється на листя з гладкими краями. Ця висота є удвічі більшою ніж та, до якої можуть дотягнутися два найвищих листоїдних ссавця регіону — благородний олень та зубр. | |
| Тундростеп              | Кілька неспоріднених видів | Алтайсько-Саянські гори           | Сухий, але ботанічно різноманітний біом, що складається зі злаків, різнотрав'я та осок, який займав більшу частину Північної Євразії та Північної Америки під час плейстоцену та був пов'язаний з високою концентрацією великих травоїдних тварин. Приблизно з 11 століття до н.е. степ змінився мохово-чагарниковою тундрою, тайгою та листяними лісами, флористичне різноманіття в яких було меншим. Цю зміну традиційно пояснювали кліматичним зсувом у бік більш теплих, вологих та менш континентальних умов під час переходу до голоцену, та, у свою чергу, використовували для пояснення вимирання мегафауни. Сергій Зімов припустив протилежне: вимирання мегафауни спричинило зміни в рослинності, і що ця зміна не сталась би, якби мегафауна вижила, як це було в попередні міжльодовикові періоди. | Мамутова фауна: волохаті мамонти (Mammuthus primigenius), вівцебики (Ovibos moschatus), степові зубри (Bison priscus) та дикі коні. |
| Низька карликова пальма | Chamaerops humilis         | Південно-Західне Середземномор'я  | Насіння на Балеарських островах успішно розповсюджується завезеними здичавілими козлами та лісовими куницями. | Балеарські козли (Myotragus balearicus). |
| Дуби                    | Quercus robur Q. petraea   | Європа та Західна Азія            | Дуби не здатні до відновлення ні в глибокій тіні густого лісу, ні на відкритій, порушеній місцевості. Хоча деякі представники євразійської мегафауни, здатні до повалення дерев, збереглися до часів голоцену, відмінності у складі пилку часів раннього голоцену, до початку масштабної вирубки лісів, здійсненої людьми, та часів міжльодовикового періоду МІС 5, вказують на те, що розчистка території здійснювалася ще більшими мегатравоїдними ссавцями, що вимерли у пізньому плейстоцені. Крім того, дуби часто утворюють стійкі асоціації з колючими чагарниками. Саджанці дуба виграють від шипів, що захищають чагарник, а також від достатнього освітлення, якого їм бракує в густому лісі | Бегемоти, прямобивневі лісові слони та вузьконосі носороги |

## Приклади еколюційного анахронізму серед ссавців
|                  |
| Чагарниковий бик |

|            |
| Тераторніс |

|               |
| Палеопропітек |

|          |
| Стегодон |

|                      |
| Американський гепард |

| Приклад                            | Наукова назва                                         | Ареал                                               | Опис анахронізму | Ймовірні вимерлі партнери по коеволюції |
| ---------------------------------- | ----------------------------------------------------- | --------------------------------------------------- | --- | --- |
| Австралійська кущова муха          | Musca vetustissima                                    | Австралія                                           | Місцева гнойова муха, яка залежить від завезеної великої рогатої худоби, а до її появи — від людських фекалій. Ігнорує гній кенгуру, оскільки він для неї занадто сухий. | Австралійська мегафауна. |
| Буроголовий вашер                  | Molothrus ater                                        | Північна Америка                                    | Зграї слідують за табунами коней і стадами великої рогатої худоби, харчуючись комахами. Їх чисельність і східна межа ареалу значно збільшилися після того, як європейці завезли худобу; однак скам'янілості свідчать про те, що буроголові вашери були так само чисельні в плейстоцені, або навіть їх було ще більше, а також про те, що в Північній Америці існувало два інших види, які зникли під час переходу до голоцену. | Американські бізони (Bison bison), вівцебики Харлана (Bootherium bombifrons), чагарникові бики (Euceratherium collinum), американські коні, північноамериканські лами (Hemiauchenia), західні верблюди, колумбійські мамонти, американські мастодонти. |
| Каліфорнійський кондор             | Gymnogyps californianus                               | Захід Північної Америки                             | Американські кондори перебувають на межі зникнення і зустрічаються лише в кількох міцевостях поблизу тихоокеанського узбережжя. Однак цей вид був поширений на більшій частині Північної Америки до заселення її людьми, а його близькі родичі — на Кубі та в Південній Америці. Птах виграв від завезення європейцями до Америки тварин, включивши коней, корів та овець у свій раціон, і навіть розширив свій ареал, однак пізніше внаслідок знищення природного середовища, браконьєрства та отруєння свинцем і ДДТ каліфорнійські кондори майже зникли до 1987 року. До 2000 року в гніздах кондорів найчастіше знаходили кістки великої рогатої худоби.                                                                                                 | У плейстоценових та ранньоголоценових гніздах каліфорнійських кондорів, відкритих в районі Великого Каньйону, були знайдені рештки бізонів, західних верблюдів, коней, колумбійських мамонтів та снігових кіз Харрінгтона (Oreamnos harringtoni). Дослідники припускають, що кондори вижили на тихоокеанському узбережжі, харчуючись лососем, викинутими на берег китами, морськими слонами та тушами чорнохвостих оленів, у яких шкіра досить м'яка, щоб кондор міг розірвати її своїм слабким дзьобом. В інших місцях кондори харчувалися представниками наземної мегафауни, але лише після того, як великі птахи-падальники, такі як тераторніси (Teratornis), пробивали їхню більш жорстку волохату шкіру. Подібні симбіотичні стосунки спостерігаються між африканськими сипами (Gyps africanus) та більшими за розмірами африканськими і білоголовими грифами. |
| Кабо-вердійський гігантський сцинк | Chioninia coctei                                      | Острови Бранку та Расу (Кабо-Верде)                 | Виявлений у 1873 році сцинк жив і шукав їжу серед колоній морських птахів на невеликих скелястих острівцях, позбавлених рослинності. Однак було відмічено, що цей вид має потужний чіпкий хвіст, довгі пальці, характерні для сцинків, які живуть у нижній частині лісового намету, та зуби, пристосовані до поїдання рослинності, Під час перебування в неволі сцинки віддавали перевагу рослинності та фруктам. Крім того, їхня нижня повіка мала унікальне прозоре "вікно", яке дозволяло тваринам під час отримувати інформацію про те, що відбувається під ними. | Напівскам'янілі рештки та історичні свідчення вказують на те, що вид до недавнього часу був присутній на островах Сан-Вінсенте та Санта-Лузія, які у плейстоцені були об'єднані у один великий, вкритий лісом острів. "Вікно" могло бути пристосуванням проти хижаків, які полювали на сцинків знизу, тоді як самі сцинки вели сутінковий спосіб життя і спали на гілках протягом дня. Ця стратегія була неефективна проти сипух, єдиних відомих хижаків, що полювали на сцинків в 19 столітті. |
| Кубинський крокодил                | Crocodylus rhombifer                                  | Болото Сапата на Кубі та острів Ісла-де-ла-Хувентуд | Кубинські крокодили перебувають на межі зникнення, однак колись вони були широко поширені на Кубі, Кайманових та Багамських островах. Це одні з найменших крокодилів, однак водночас одні з найбільш наземних та розумних. Спостереження в неволі за ними виявили раніше невідому поведінку полювання зграєю, що дозволила б полювати на тварин, більших за тих, що зустрічаються на Карибах. | Шість видів карибських наземних лінивців, найбільші з яких досягали розмірів барибала. |
| Мадагаскарська фосса               | Cryptoprocta ferox                                    | Низинні райони Мадагаскару                          | Спостерігалися випадки, коли самотні дорослі самці об'єднувалися в зграю і співпрацювали при полюванні на сіфаку, деревного лемура, який менший за фоссу, і тому не може прогодувати цілу зграю. | Поведінка фосс могла еволюціонувати для полювання на великих деревних лемурів, таких як вимерлі палеопропітеки, хоча були запропоновані альтернативні пояснення. |
| Велетенський мадагаскарський жук   | Helictopleurus giganteus                              | Східний Мадагаскар                                  | Найбільший і найрідкісніший з мадагаскарських гнойових жуків, який повністю залежить від людських фекалій, хоча вперше люди з'явилися на острові лише 2000 років тому. | Велетенські лемури. |
| Гіацинтовий ара Синій ара          | Anodorhynchus hyacinthinus A. leari                   | Південна Америка                                    | Обидва види слідують за великою рогатою худобою в Бразилії (переважно за зебу брахманської породи, які полюбляють їсти фрукти) і витягують частково перетравлене насіння з їх гною. У них є пристосування до наземного пересування, відсутні у інших ар, і вони ігнорують ті самі плоди, що висять на дереві, навіть стиглі, що свідчить про те, що їхня поведінка є давньою адаптацією, а не нещодавно набутою. Сірі папуги роблять те саме з послідом африканських лісових слонів. Можливо, таку ж поведінку демонстрував лазуровий ара, який мешкав у Парагваї та північній Аргентині, однак, ймовірно, вимер. | Кюв'єроніуси. |
| Комодський варан                   | Varanus komodensis                                    | Флорес, Комодо та сусідні острови                   | Незважаючи на те, що це ендемічний вид, він переважно полює на копитних тварин, таких як яванські замбари, смугасті свині та водяні буйволи, які були завезені людьми. | Флореські стегодони (Stegodon florensis), карликові слони, співставні за розмірами з биками, кіньми та великими свинями. Нещодавно було висловлено припущення, що предки комодського варана еволюціонували в північній Австралії та мігрували на північ, колонізувавши територію сучасної Індонезії. Це зробило б комодських варанів подвійним анахронізмом, оскільки спочатку вони полювали на гігантських сумчастих, таких як діпротодони. Свині, велика рогата худоба, олені, верблюди, коні та буйволи пізніше були завезені до Австралії, де вони не мають природних хижаків і формують великі популяції; було запропоновано завезти комодських варанів в Австралію з метою контролю над їхними популяціями. |
| Колумбійський ебеновий жук         | Merobruchus columbinus                                | Центральна Америка та Кариби                        | Жук-зерноїд, який паразитує на плодах дощового дерева. Перед тим, як плід падає на землю, жуки покидають його, хоча він все ще залишається їстівним. | Втеча може бути адаптацією, покликаною уникнути випадкового проковтування великими ссавцями, які зараз вимерли. |
| Олень Давида                       | Elaphurus davidianus                                  | Північно-Східний Китай                              | Хоча цей вид вимер у дикій природі понад тисячу років тому, олені демонструють обережну поведінку, коли їм демонструють зображення або записи тигрів. У інших тварин це не викликає такої реакції або вона не є такою сильною. | Амурський тигр (Panthera tigris altaica) |
| Вилоріг                            | Antilocapra americana                                 | Захід Північної Америки                             | Вилороги здатні розвивати швидкість до 60 миль на годину, що робить їх другими за швидкістю наземними тваринами у світі після гепардів та найшвидшими бігунами на довгу дистанцію. Жоден хижак в їх ареалі не здатний розвивати таку швидкість. Єдиними хижаками, що регулярно нападають на дорослих вилорогів, є пуми, але вони можуть робити це лише коли місцевість дозволяє непомітно підійти до антилопи. Вовки та койоти можуть полювати на дитинчат, але погано полюють на дорослих вилорогів. Барибали іноді намагаються влаштувати засідку на антилоп, але зазвичай безуспішно. М'язи ніг у вилорогів настільки переналаштовані для тривалого швидкого бігу, що антилопи не можуть стрибати, і намагатимуться перетнути огорожу, проходячи під нею. | І гігантські короткоморді ведмеді (Arctodus simus), і американські леви (Panthera atrox) були більшими та краще пристосованими для тривалого швидкого бігу, ніж їхні живі родичі, очкові ведмеді (Tremarctos ornatus) та леви (Panthera leo) відповідно. Ягуари (Panthera onca) зустрічалися на території США під час плейстоцену і могли полювати на вилорогів із засідки, як це роблять пуми. Вимерлі американські гепарди (Miracinonyx inexpectatus та, особливо, M. trumani) були дуже швидкими бігунами, дуже схожими на сучасних гепардів, хоча й не були їх близькими родичами. Якщо вони могли досягти такої ж швидкості (70 миль/год), то вони були б найуспішнішими хижаками на вилорогів на коротких дистанціях. Це також би пояснило еволюцію вилорогів до постійного бігу, оскільки сучасні гепарди не можуть бігати довго. Бігаючі гієни (Chasmaporthetes ossifragus), єдині північноамериканські представники родини гієнових, мали гепардоподібні пропорції та були більш швидкими, ніж їхні живі родичі. |
| Котячий лемур Сіфаки               | Lemur catta Propithecus diadema Propithecus verreauxi | Мадагаскар                                          | Дорослі особини вживають заходів, які мають убезпечити їх від хижацтва з боку хижих птахів, навіть якщо ці лемури занадто великі, щоб на них могли полювати птахи, які наразі зустрічаються на Мадагаскарі. | Мадагаскарський вінценосний орел (Stephanoaetus mahery), родич африканського вінценосного орла (Stephanoaetus coronatus), який вимер після 1500 р. н.е., та неописаний орел з роду Aquila. |